# Котеницы
Котеницы — деревня в Гдовском районе Псковской области России. Входит в состав городского поселения «Гдов» Гдовского района.
Расположена в 20 км к востоку от Гдова, в 1 км к западу от левого берега реки Плюсса.

## Население
Численность населения деревни по оценке на 2000 год составляет 5 человек, по переписи 2002 года — 11 человек.

## История
До 2005 года деревня входила в состав ныне упразднённой Гдовской волости.